# Cylindrepomus unguiculata
Cylindrepomus unguiculata är en skalbaggsart som beskrevs av Nonfried 1894. Cylindrepomus unguiculata ingår i släktet Cylindrepomus och familjen långhorningar. Inga underarter finns listade i Catalogue of Life.